# Omul care a ajuns pe Lună - de două ori
„Omul care a ajuns pe Lună - de două ori” (în engleză „The Man Who Went to the Moon — Twice”) este o povestire științifico-fantastică din 1967 scrisă de scenaristul american Howard Rodman. A apărut prima dată în 1967 în volumul Viziuni periculoase (în engleză Dangerous Visions) editat de Harlan Ellison. În limba română volumul și povestirea au apărut la Editura Trei, în anul 2013.

## Prezentare
Eroul nostru, Marshall Kiss, ajunge într-un balon cu aer cald, la 9 ani. El afirmă că balonul l-a dus pe Lună. Povestea lui este descrisă în documentele locale - este o fabulație evidentă a copiilor, dar toți adulții cred în ea așa cum cred și în Moș Crăciun. Mulți ani mai târziu, aproape de vârsta de 90 de ani, Kiss este un bătrân singuratic care  a trăit mai mult decât familia și prietenii săi. Pentru a atrage atenția, el inventează o poveste cum că ar pleca pe Lună. Dar nimeni nu este interesat pentru că nimeni nu mai merge pe Lună. Toți merg acum pe planeta Marte. 
În postfață, Rodman spune că accentul său este pus pe cantitatea extraordinară a schimbărilor în lume pe care oamenii o pot vedea acum doar într-o singură viață.

## Legături externe
- en  Istoria publicării lucrării Omul care a ajuns pe Lună - de două ori la Internet Speculative Fiction Database

## Vezi și
- 1967 în științifico-fantastic